# Francis Barretto Spinola
Francis Barretto Spinola (Old Field, Nueva York, 19 de marzo de 1821-Washington D. C., 14 de abril de 1891) fue el primer portugués-estadounidense en ser elegido miembro de la Cámara de Representantes de los Estados Unidos, en representación del estado de Nueva York desde 1887 hasta 1891. También se desempeñó como general en el Ejército de la Unión durante la guerra civil estadounidense.

## Biografía
Spinola nació en Old Field, cerca de Stony Brook, condado de Suffolk, Long Island, Nueva York. Asistió a la Academia Quaker Hill en el condado de Dutchess, Nueva York, y aprobó su examen de derecho antes de establecerse como abogado en Brooklyn, Nueva York. Luego fue elegido concejal en el Segundo Distrito de Brooklyn en 1846 y 1847, siendo reelegido en 1849, sirviendo durante cuatro años. Políticamente demócrata, fue miembro de la Asamblea del Estado de Nueva York en 1855 y luego se desempeñó como miembro del Senado del Estado de Nueva York para el 3.er Distrito de 1858 a 1861. También fue delegado a la Convención Nacional Demócrata en 1860.
Fue Comisionado del Puerto de Nueva York cuando estalló la guerra civil estadounidense. Spinola se unió al cuerpo de voluntarios del regimiento de Nueva York, siendo designado oficial. Fue nombrado general de brigada voluntario el 2 de octubre de 1862.

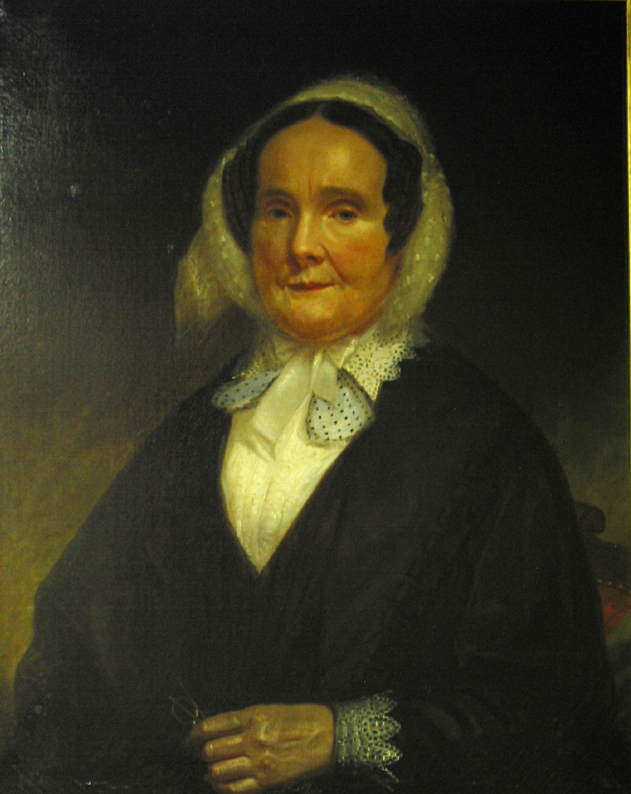
Retrato de Eliza Phelan, madre de Francis B. Spínola, por William Sidney Mount, ahora en el Museo de Arte, Historia y Carruajes Estadounidenses de Long Island

Spinola tomó el mando de la "Brigada Excelsior" de Nueva York (la Segunda Brigada, Segunda División) el 11 de julio de 1863, después de la Batalla de Gettysburg, mientras el Ejército del Potomac luchaba por llenar las vacantes de oficiales creadas por las bajas en combate. La brigada dirigida por Spinola lideró a las tropas de la Unión el 23 de julio en la Batalla de Wapping Heights cerca de Warrenton, Virginia, habiendo sufrido 18 bajas, incluidos 2 oficiales. Spinola resultó herido en la batalla, junto con docenas de sus hombres. Fue liberado honorablemente del servicio militar en agosto de 1865.
Después de la guerra, Spinola se convirtió en banquero y agente de seguros, convirtiéndose en una figura influyente en la creciente comunidad de inmigrantes italianos de Nueva York. Representó al décimo distrito de Nueva York en la Cámara de Representantes de 1887 a 1891 y murió en servicio en Washington D. C. Está enterrado en el cementerio Green-Wood en Brooklyn, Nueva York. En su época fue muy respetado y apreciado, siendo considerado uno de los aristócratas de Nueva York.

## Familia
Francis Barretto Spinola era hijo de João Leandro Spinola, más tarde convertido en inglés a John Leander Spinola, un comerciante de la isla de Madeira, y Elizabeth Phelan (1790-1873), hija del capitán John Phelan (1747, Waterford, Irlanda - 1827, Baltimore, Maryland), quien sirvió en la Guerra Revolucionaria Americana, y su esposa Susanna Davis.
Frank W. Alduino, en su libro Sons of Garibaldi in Blue and Gray: Italians in the American Civil War (p. 180), se refiere a su padre John como un "próspero granjero y granjero de ostras" que emigró a los Estados Unidos. de la isla de Madeira, Portugal, cuya familia era originaria de Génova. La familia Spinola, de noble origen genovés, se instaló en la isla de Madeira a finales del siglo XIX. XV, comienzos de la sec. XVI, como comerciantes.